# Drosera cendeensis
Drosera cendeensis är en sileshårsväxtart som beskrevs av Tamayo och Léon Camille Marius Croizat. Drosera cendeensis ingår i släktet sileshår, och familjen sileshårsväxter.
Artens utbredningsområde är Venezuela. Inga underarter finns listade i Catalogue of Life.